# Punto de quiebre
En estadística, el punto de quiebre de un estimador es la proporción de observaciones incorrectas (por ejemplo, observaciones arbitrariamente grandes) que un estimador puede manejar antes de proporcionar un resultado incorrecto (por ejemplo, un resultado arbitrariamente grande).
Por ejemplo, dadas n variables aleatorias independientes {\displaystyle (X_{1},\dots ,X_{n})\sim {\mathcal {N}}(0,1)} y sus correspondientes {\displaystyle x_{1},\dots ,x_{n}}, podemos usar {\displaystyle {\overline {X_{n}}}:={\frac {X_{1}+\cdots +X_{n}}{n}}} para estimar la media. La media es un estimador con un punto de ruptura de {\displaystyle 0\%} porque podemos hacer el valor de {\displaystyle {\overline {x}}} arbitrariamente grande solo con cambiar los valores de cualquiera de {\displaystyle x_{1},\dots ,x_{n}}.
Cuanto mayor sea el valor de un punto de ruptura de un estimador, más robusto es dicho estimador. Intuitivamente, podemos entender que un punto de ruptura no puede exceder el {\displaystyle 50\%} porque si más de la mitad de las observaciones son contaminadas, no es posible distinguir entre la distribución subyacente y la distribución contaminada. Por lo tanto, el máximo punto de quiebre es {\displaystyle 50\%} y existen estimadores que logran tal punto de quiebre.
- Datos: Q16623437